# Jakob Stebler
Jakob Stebler (* 16. Dezember 1898 in Altstetten; † 24. Oktober 1985 in Bern) war ein Schweizer Theaterautor.
Seinen ersten Einakter veröffentlichte er 1920. Diesem folgten im Verlaufe der Jahrzehnte rund 150 oft humoristische Einakter und Sketches wie Verwechslungskomödien und Militärschwänke, aber auch Krimis und besinnliche Werke zu Zeitproblemen.
Stebler, der bis zu seiner Pensionierung im Jahre 1963 als Beamter bei der PTT arbeitete, zählte zu den meistgespielten Autoren des schweizerischen Volkstheaters.
Immer wieder griff er auch Themen auf, bei denen ernst oder nachdenklich Stimmendes überwiegt, so in seinem Roman „Niemandsland“ oder im Hörspiel „Ryf werde“.

## Werke
- En dunkle Punkt, Mundart-Stück, 1930 uraufgeführt vom Dramatischen Verein Zürich.[2]
- En asteckendi Gsundheit, Mundart-Stück, 1935 uraufgeführt vom Dramatischen Verein Zürich.[2]
- Gäge de Strich. Eine Sammlung von Sketches und Vortragsnummern, Volksverlag Elgg, Kt. Zürich, 1956
- Niemandsland. Roman, Volksverlag Elgg, 1957
- Erfolg garantiert. Satiren. Sinwel-Verlag, 1980, ISBN 978-3-85911-064-9.
- Göpfi's Tagebuch. Sinwel-Verlag, Bern, 1972.
- Göpfi's 3: Philosophistereien. Sinwel-Verlag, Bern 1975.
- Göpfi 6: Schlussheft. Sinwel-Verlag, 1979, 3-85911-062-4.
- Aus Lieschen Müllers Reisetagebuch. Benteli, Bern 1978, ISBN 978-3-7165-0265-5.
- …solange das Volk murrt, beisst es nicht. Parlamentarische Redebluten. Sinwel-Verlag, 1977, ISBN 978-3-85911-050-2.
- Göpfi 5: Vom Laus-Bub zum Lehr-Bub. Sinwel-Verlag, 1977, ISBN 978-3-85911-049-6.
- Göpfi's Viehologie. Sinwel-Verlag 1976, ISBN 978-3-85911-044-1.
- Göpfi: Aufsätze eines Lausbuben. Sinwel-Verlag, 1979, ISBN 3-85911-039-X.
- Das offentliche Ärgernis und andere Satiren. Buchverlag Tages-Nachrichten, 1974, ISBN 978-3-85681-016-0.